# Esferes celestes

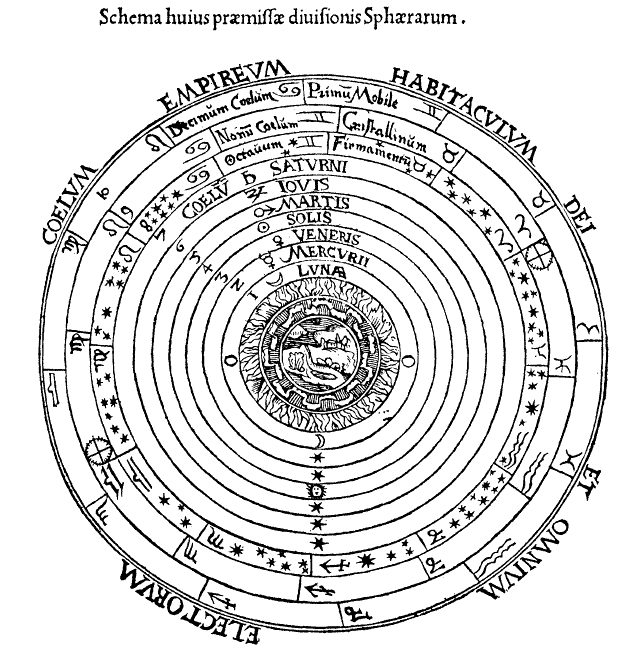
Esferes celestes geocèntriques en la Cosmografia de Petrus Apianus (Anvers, 1539)

Les esferes celestes, o cossos celestes, foren objectes fonamentals dels models cosmològics estudiats per Plató, Èudox de Cnidos, Aristòtil, Claudi Ptolemeu, Nicolau Copèrnic i altres. En aquests models celestes, els moviments aparents de les estreles fixes i dels planetes s'explicaven tractant-los com a objectes incrustats en unes esferes giratòries, fetes d'un cinqué element eteri transparent (èter), com joies fixes. Com que es creia que les estreles fixes no canviaven de posició entre si, s'argumentava que havien de ser en la superfície d'una sola esfera estelada.
En el coneixement modern, les òrbites dels planetes es veuen com trajectòries d'aquests planetes a través de l'espai. Els pensadors antics i medievals, tanmateix, consideraven que els cossos celestes eren grans esferes de matèria enrarida inscrites l'una dins de l'altra, en contacte total amb l'esfera superior i la inferior. Quan els erudits aplicaven els epicicles de Ptolemeu, suposaven que cada esfera planetària era prou gruixuda com per encabir-los. En combinar aquest model d'esferes amb observacions astronòmiques, els antics astrònoms calcularen els que es convertiren en valors acceptats en aquell moment per a les distàncies al Sol (uns 4 milions de milles), als altres planetes i a la vora de l'univers (al voltant de 73 milions de milles). Les distàncies del model d'esferes inscrites al Sol i als planetes difereixen molt dels mesuraments actuals, i ara se sap que la grandària de l'univers observable és inconcebiblement gran i possiblement infinita.
Segons Albert Van Helden, des del 1250 fins al segle xvii, pràcticament tots els europeus estaven familiaritzats amb el model de Ptolemeu de les esferes. Fins i tot després d'adoptar el model heliocèntric de l'univers de Copèrnic, s'introduïren noves versions de la teoria de les esferes, amb el Sol al centre i els planetes seguint la seqüència: Mercuri, Venus, Terra-Lluna, Mart, Júpiter i Saturn.
La creença tradicional en la teoria de les esferes no sobrevisqué a la revolució científica. A començament del segle xvii, Kepler continuava parlant d'esferes celestes, tot i que no considerava que els planetes fossen duts per les esferes, sinó que es movien en els camins el·líptics descrits per les seues lleis del moviment planetari. A la fi del segle xvii, les teories gregues i medievals sobre el moviment dels objectes terrestres i celestes se substituïren per la llei de Newton de la gravitació universal i la mecànica newtoniana, que explicaven com les lleis de Kepler sorgien de l'atracció gravitacional entre els cossos.

## Història

### Idees inicials sobre esferes i cercles
En l'antiga Grècia els conceptes d'esferes celestes i anells aparegueren per primera vegada en la cosmologia d'Anaximandre en el segle vi  ae. En la seua cosmologia, el Sol i la Lluna eren respiradors circulars oberts en anells tubulars de foc tancats en tubs d'aire condensat; aquests anells eren les llandes de les rodes que giraven sobre la Terra al seu centre. Les estreles fixes eren també obertures en aquestes llandes, però hi havia tantes rodes per a les estreles que els seus cèrcols contigus formaven una escorça esfèrica contínua que abastava la Terra. Totes aquestes llandes havien estat formades a partir d'una esfera originària de foc que abraçava la Terra, que s'havia desintegrat en molts anells individuals. Per tant, en la cosmogonia d'Anaximandre, de l'esfera inicial es formaren els anells celestes, d'alguns dels quals l'esfera estel·lar s'havia compost. Vist des de la Terra, l'anell del Sol era el més alt; el de la Lluna era més a baix i l'esfera de les estreles era la més baixa.
Seguint Anaximandre, el seu deixeble Anaxímenes (c. 585-528/4) sostenia que les estreles, el Sol, la Lluna i els planetes estaven fets de foc. Però mentre que les estreles se subjectaven en una esfera cristal·lina giratòria, el Sol, la Lluna i els planetes, i també la Terra, simplement suraven en l'aire com fulles. I mentre que les estreles fixes es movien al voltant en un cercle complet per l'esfera estel·lar, el Sol, la Lluna i els planetes no giraven sota la Terra entre la posta i l'alba com fan les estreles, sinó que en la posta anaven lateralment al voltant de la Terra fins que s'aixecaven una altra vegada. I a diferència d'Anaximandre, relegà les estreles fixes a la regió més distant de la Terra. La característica més duradora del cosmos d'Anaxímenes era la idea que les estreles estaven fixes en una esfera de cristall, que esdevingué un principi fonamental de la cosmologia fins a Copèrnic i Kepler.
Després d'Anaxímenes, Pitàgores, Xenòfanes i Parmènides sostenien que l'univers era esfèric. I més tard, en el segle iv  ae, el Timeu de Plató proposava que l'univers estava fet de la manera més perfecta, la d'una esfera que contenia les estreles fixes. Postulava, però, que els planetes eren cossos esfèrics situats en bandes giratòries o anells en lloc de llandes com en la cosmologia d'Anaximandre.

### Sorgiment de les esferes planetàries
En lloc de bandes, Èudox, deixeble de Plató, definí un model planetari usant esferes concèntriques per als planetes, amb tres esferes cadascuna per als models de la Lluna i el Sol i quatre per a les dels altres cinc planetes, amb 26 esferes en total. Cal·lip de Cízic modificà aquest sistema, amb cinc esferes per als seus models del Sol, Lluna, Mercuri, Venus i Mart i amb quatre esferes per als models de Júpiter i Saturn, amb 33 esferes en total. Tot i que els models d'Èudox i Cal·lip qualifiquen les característiques del moviment dels planetes, no expliquen aquest moviment i, per tant, no poden proporcionar-ne prediccions quantitatives. Malgrat que els historiadors de la ciència grega han considerat aquests models com a representacions merament geomètriques, alguns estudis recents han proposat que també estaven destinats a ser físicament reals o, sense pronunciar-se, han assenyalat les limitades proves per a resoldre la qüestió.
En la Metafísica, Aristòtil definí una cosmologia física d'esferes, basada en els models matemàtics d'Èudox. En el model celeste completament desenvolupat d'Aristòtil, la Terra esfèrica era al centre de l'univers i els planetes es movien per 47 o 55 esferes interconnectades que formaven un sistema planetari unificat, mentre que en els models d'Èudox i Cal·lip cada conjunt d'esferes del planeta no estava connectat amb els del proper planeta. Aristòtil afirma que el nombre d'esferes i, per tant, el nombre de motors, ha de ser determinat per la recerca astronòmica, però afegí esferes a les proposades per Èudox i Cal·lip, per a contrarestar el moviment de les esferes exteriors. Considerava que aquestes esferes estaven fetes d'un cinqué element immutable, l'èter. Cadascuna d'aquestes esferes concèntriques era moguda pel seu déu —un immutable moviment que mou la seua esfera simplement pel fet de ser estimat per ella.

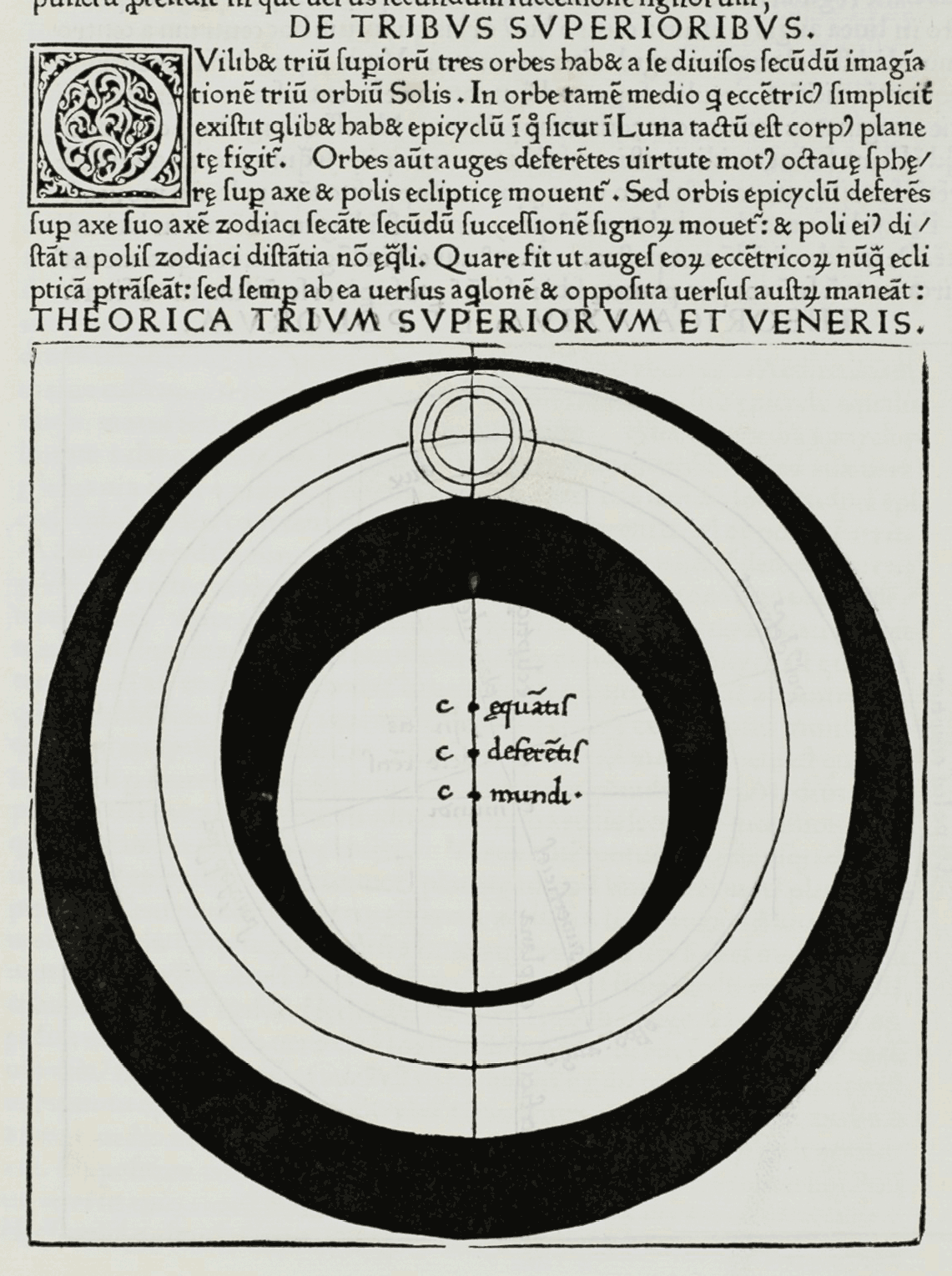
Model ptolemaic de les esferes de Venus, Mart, Júpiter i Saturn amb epicicles i equants. Georg von Peuerbach, Theoricae novae planetarum, 1474

En l'Almagest, Claudi Ptolemeu (fl. 150 de) descrigué models geomètrics predictius dels moviments de les estreles i els planetes, i els estengué a un model físic unificat de l'univers en Hipòtesis planetàries. Amb l'ús d'excèntrics i epicicles, el seu model geomètric assolí més detall matemàtic i precisió predictiva que els models esfèrics concèntrics exposats abans. En el model de Ptolemeu, cada planeta era contingut en dues o més esferes, però en el llibre segon d'Hipòtesis planetàries Ptolemeu descriu discs circulars densos en comptes d'esferes com en el seu primer llibre. El model de les esferes concèntriques de Ptolemeu proporcionà les dimensions generals del cosmos, i la distància de Saturn, la més gran, era 19.865 vegades el radi de la Terra, i la distància de les estreles fixes d'almenys 20.000 radis de la Terra.
Les esferes planetàries es disposaven cap a fora des de la Terra, esfèrica i estacionària al centre del cosmos, en aquest ordre: Lluna, Mercuri, Venus, Sol, Mart, Júpiter i Saturn. En models més detallats, les set esferes planetàries contenien altres esferes secundàries a dintre. Després de les esferes planetàries hi havia l'esfera estel·lar que contenia les estreles fixes; altres astrònoms hi afegien una novena esfera per a explicar la precessió dels equinoccis, una de desena per a esclarir la trepidació dels equinoccis i una d'onzena per a justificar l'obliqüitat canviant de l'eclíptica. En l'antiguitat l'ordre dels planetes inferiors no era universalment acceptat: Plató i els seus deixebles els ordenaren començant per la Lluna, el Sol, Mercuri, Venus, i després seguien el model estés de les esferes superiors. Altres autors no acceptaven el lloc relatiu de Mercuri i Venus. Ptolemeu els situà dessota el Sol amb Venus per sobre de Mercuri; uns altres els col·locaren per damunt del Sol; alguns pensadors medievals, com Nur-ad-Din al-Bitrují, posaven l'esfera de Venus damunt el Sol i la de Mercuri a sota.

### Edat mitjana

#### Debat astronòmic

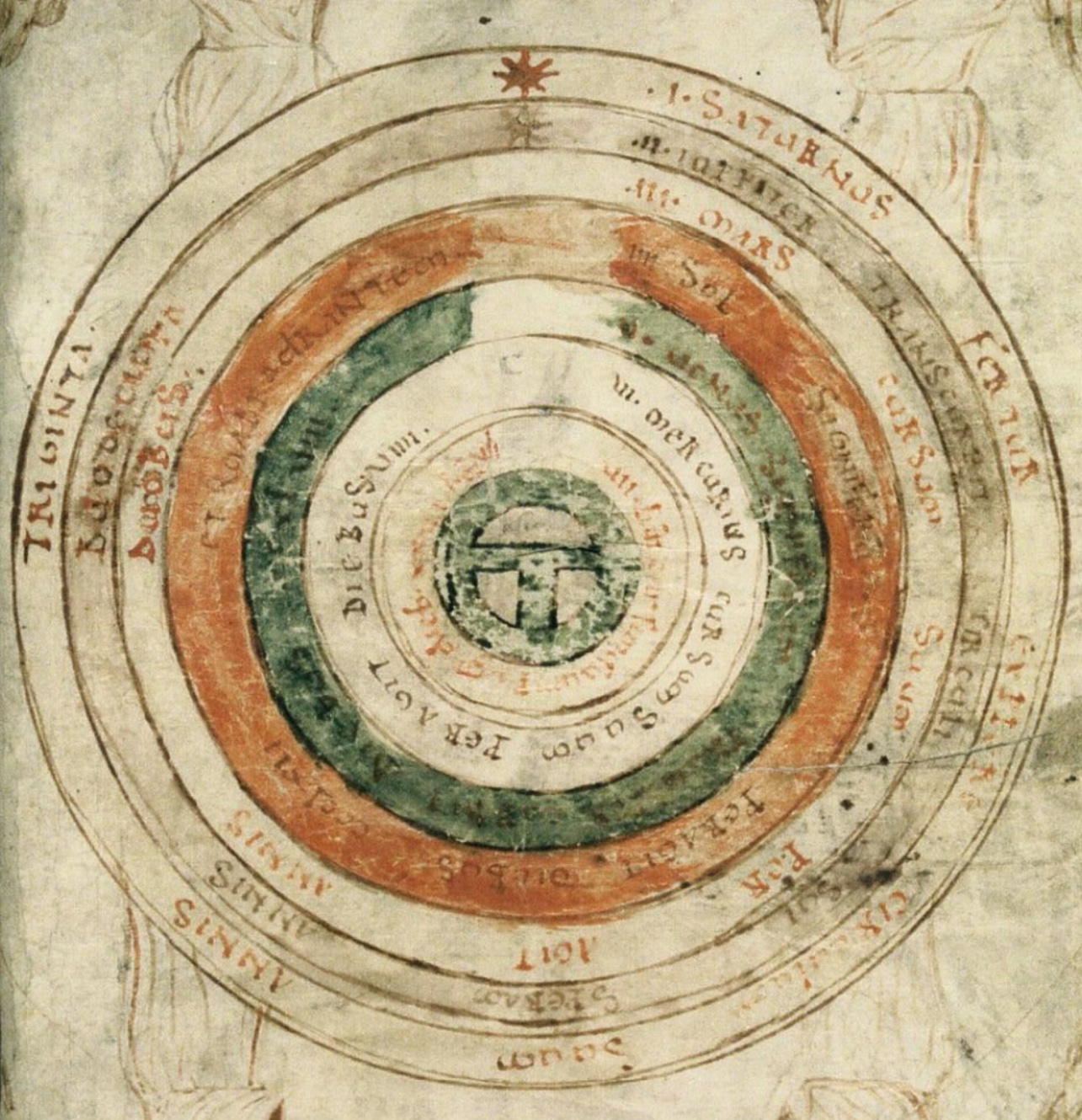
La Terra dins de set esferes celestes, de Beda, De natura rerum, finals del

Una sèrie d'astrònoms, començant per Al-Farghaní, empraren el model ptolemaic d'esferes per a calcular distàncies a les estreles i a les esferes planetàries. La distància que ofereix Al-Farghaní a les estreles era de 20.110 radis de la Terra que, en la suposició que el radi de la Terra era de 3.250 milles, arribava a 65.357.500 milles. Una introducció a l'Almagest de Ptolemeu, el Tashil al-Majisti, que sembla escrita per Thàbit ibn Qurra, presentava petites variacions de les distàncies de Ptolemeu a les esferes celestes. En el seu Zij, Al-Battaní feu càlculs independents de les distàncies als planetes en el model de les esferes, que pensava que havien estat calculades per altres autors després de Ptolemeu. Els seus càlculs presentaven una distància de 19.000 radis terrestres a les estreles.
Al voltant del canvi de mil·lenni, l'astrònom Ibn al-Hàytham presentà un desenvolupament dels models geocèntrics de Ptolemeu en termes d'esferes niades. Tot i la semblança d'aquest concepte amb el de les Hipòtesis planetàries de Ptolemeu, la seua presentació en difereix amb prou independència de concepte. En els capítols 15-16 del seu Llibre d'òptica, Ibn al-Hàytham també afirma que les esferes celestes no són de matèria sòlida.
Cap a finals del segle, l'astrònom andalusí al-Bitrūjí tractà d'explicar els moviments dels planetes sense els epicicles i excèntrics de Ptolemeu, utilitzant un marc aristotèlic d'esferes concèntriques que es movien amb diferents velocitats d'est a oest. Aquest model era molt menys precís com a model astronòmic predictiu, però el tingueren en compte els astrònoms i filòsofs europeus posteriors.
En el segle xiii, l'astrònom al-'Urḍí proposà un canvi radical en el sistema de Ptolemeu d'esferes. En el seu Kitāb al-Hayáh, recalculà la distància dels planetes. Prenent la distància del Sol com a 1.266 radis de la Terra, hagué de col·locar l'esfera de Venus per sobre de la del Sol; va afegir els diàmetres dels planetes al gruix de les seues esferes. Com a conseqüència, la seua versió del model d'esferes tenia l'esfera de les estreles a una distància de 140.177 radis de la Terra.
Alhora, els erudits de les universitats europees començaren a abordar les implicacions de la redescoberta filosofia d'Aristòtil i l'astronomia de Ptolemeu. Tant els erudits astronòmics com els escriptors populars consideraren les implicacions del model d'esfera niada per a les dimensions de l'univers. El text astronòmic introductori de Campanus de Novara, Theorica planetarum, emprava el model d'esferes niades per a calcular les distàncies dels planetes amb la Terra, que donà 22.612 radis terrestres o 73.387.747 100/660 milles. En Opus Maius, Roger Bacon cita la distància d'Al-Farghaní a les estreles de 20.110 radis terrestres, o 65.357.700 milles, de les quals calcula que la circumferència de l'univers era de 410.818.517.3/7 milles. Algunes evidències que aquest model s'usava per a representar la realitat física són els càlculs d'Opus Maius de Bacon del temps necessari per a arribar a la Lluna, i en el South English Legendary, escrit en anglès mitjà, de 8.000 anys per a arribar al cel estelat més alt. La comprensió general de les dimensions del cosmos derivades del model de l'esfera niada arribà a un públic més ampli gràcies a les representacions en hebreu de Maimònides, en francès de Gautier de Metz i en italià de Dante Alighieri.

#### Debat filosòfic i teològic
Els filòsofs s'interessaren menys pels càlculs matemàtics que per la naturalesa de les esferes celestes, per la seua relació amb els relats revelats de la natura creada i per les causes del seu moviment.
Adi Setia descriu el debat entre els erudits islàmics en el segle xii, basat en el comentari de Fakhr al-Din al-Razí sobre si les esferes celestes són cossos físics concrets o «merament cercles abstractes en els cels traçats... per les diverses estreles i planetes». Setia assenyala que la majoria dels erudits i astrònoms deien que eren esferes sòlides «sobre les quals giren les estreles... i aquesta visió és més prop de l'aparent sentit dels versos alcorànics sobre les òrbites celestes». Al-Razí, però, esmenta que alguns, com l'erudit islàmic Dahhak, les consideraven abstractes. I ell mateix afirmava: «Realment no hi ha manera d'esbrinar les característiques dels cels, tret de l'autoritat [de la revelació divina o de les tradicions profètiques]». Setia conclou: «Així sembla que, per a el-Razí (i per a altres abans i després d'ell), els models astronòmics (...) no es basen en proves racionals sòlides, per la qual cosa no es poden comprometre intel·lectualment quant a la descripció i explicació de les realitats celestes».
Els filòsofs cristians i musulmans modificaren el sistema de Ptolemeu per a incloure una regió ultraperifèrica immòbil, el cel empiri, que s'identificà amb l'estatge de Déu i de tots els elegits. Els cristians medievals identificaren l'esfera de les estreles amb el firmament bíblic i a voltes col·locaven una capa d'aigua invisible sobre el cel, per a estar d'acord amb el Gènesi. En alguns tractats es dibuixava una esfera externa, habitada per àngels.
Edward Grant, historiador de la ciència, proporciona evidències que els filòsofs escolàstics medievals solien considerar les esferes celestes sòlides com a tridimensionals o contínues, però la majoria no les considerava sòlides en el sentit de dures, sinó com fetes d'un líquid continu.
Més tard, en el mateix segle, el mutakalim Adud al-Din al-Iji (1281-1355) rebutja el principi del moviment uniforme i circular, seguint la doctrina aixarista de l'atomisme, que sostenia que tots els efectes físics eren causats per la voluntat divina, no per causes naturals. Pensava que les esferes celestes eren «coses imaginàries» i «més tènues que una teranyina». Les seues opinions foren desafiades per al-Jurjaní (1339-1413), que afirmava que, tot i que les esferes celestials «no tenen una realitat externa, són coses correctament imaginades i corresponen al que existeix en realitat».
Els astrònoms medievals idearen teories sobre les causes dels moviments de les esferes celestes. N'explicaren els moviments pels materials dels quals es pensava que eren fetes, els motors externs com a intel·ligències celestes, i els motors interns com a ànimes motrius o forces inculcades. La majoria d'aquests models eren qualitatius, tot i que alguns incloïen anàlisis quantitatives que relacionaven velocitat, força motriu i resistència. A la fi de l'edat mitjana, l'opinió comuna a Europa era que els cossos celestes els movien intel·ligències externes, identificades amb els àngels. L'esfera mòbil més externa, que rodava amb el moviment diari que afectava totes les esferes subordinades, l'accionava un motor immòbil, el primer motor, que s'identificava amb Déu. Les esferes inferiors, les movia un motor espiritual subordinat (un reemplaçament per als impulsors divins d'Aristòtil), anomenat intel·ligència.

### Renaixement

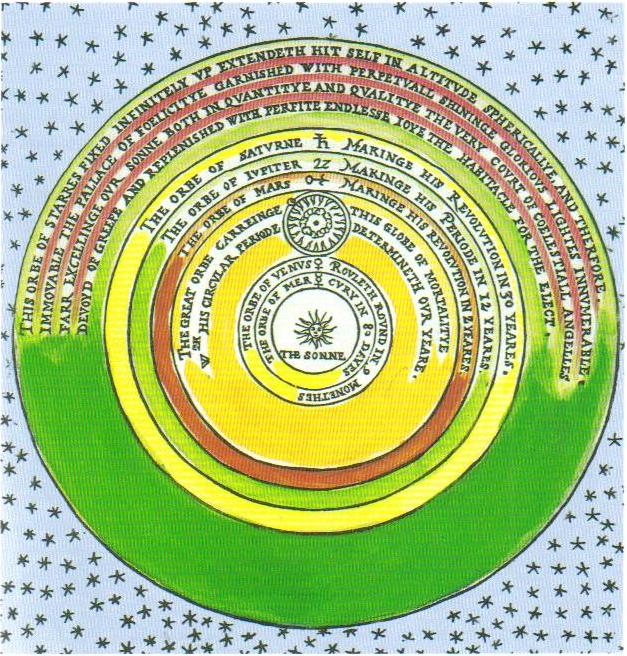
Model heliocèntric copernicà dels cossos celestes de Thomas Digges (1576)

A començament del segle xvi Nicolau Copèrnic reformà dràsticament el model astronòmic desplaçant la Terra del lloc central a favor del Sol, però anomenà la seua gran obra De revolutionibus orbium coelestium (Sobre els girs dels cossos celestes). Tot i que Copèrnic no tracta detalladament la naturalesa física de les esferes, les seues al·lusions aclareixen que, com molts dels seus predecessors, acceptava les esferes celestes no sòlides. Copèrnic rebutjà la novena i desena esferes, situà la Lluna al voltant de la Terra i desplaçà el Sol al centre del món. Les òrbites planetàries envoltaven el centre del Sol en aquest ordre: Mercuri, Venus, el gran cos que conté la Terra i la Lluna, després Mart, Júpiter i Saturn. Finalment, mantingué la vuitena esfera estelada, que va sostenir immòbil.
El matemàtic anglés Thomas Digges delineà les esferes del nou sistema cosmològic en Perfit Description of the Caelestiall Orbes... (1576). Ací organitza els cossos en el nou ordre copernicà, expandint una esfera per a portar «el globus de mortalitat», la Terra, els quatre elements i la Lluna; i expandint l'esfera estelada infinitament cap amunt per a abastar totes les estreles, també per a servir com «la cort del Gran Déu, l'habitacle dels elegits, i dels àngels celestes».

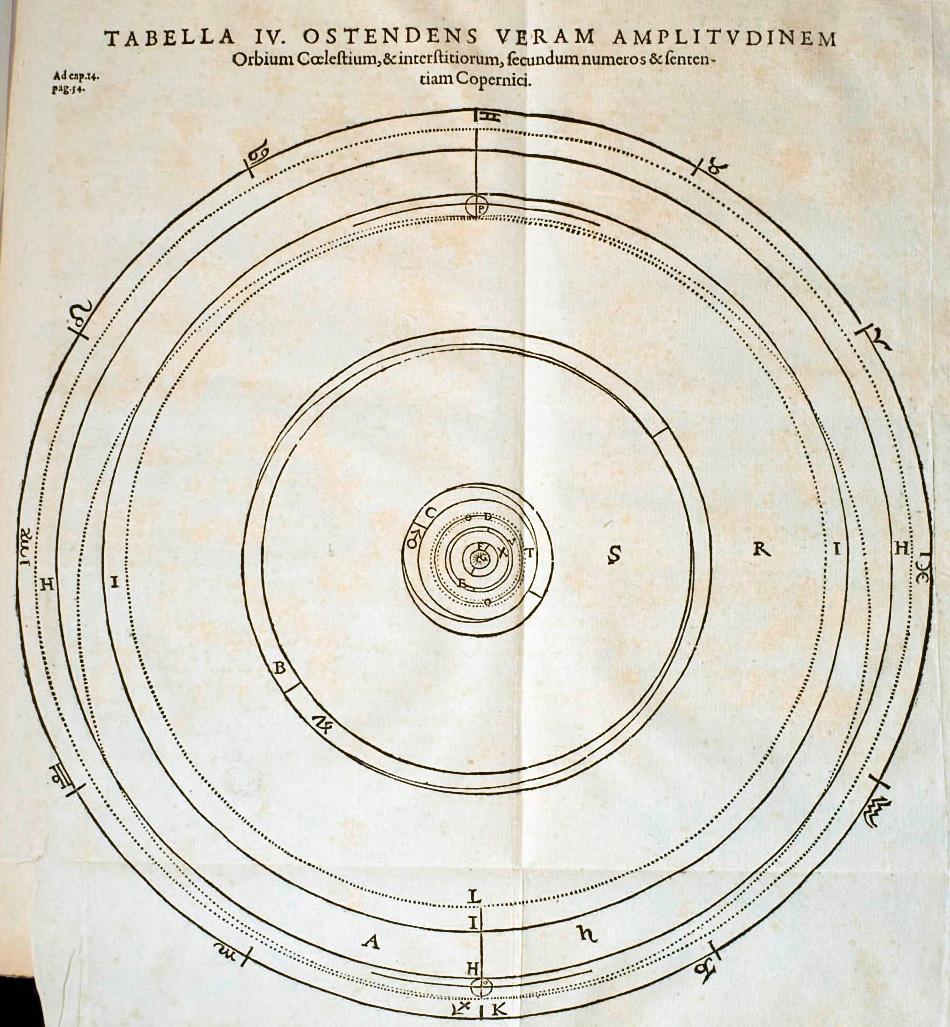
El diagrama de les esferes celestes de Kepler i dels espais entre aquestes, seguint l'opinió de Copèrnic (Mysterium Cosmographicum, 2a ed., 1621)

Durant el segle xvi, alguns filòsofs i astrònoms —entre ells Francesco Patrizi, Andrea Cesalpino, Petrus Ramus, Roberto Bellarmino, Giordano Bruno, Jeroni Munyós, Michael Neander, Jean Pena i Christoph Rothmann— abandonen el concepte d'esferes celestes. Rothmann argumenta a partir de les observacions del cometa de 1585 que l'absència de paral·laxi observada indica que el cometa era més enllà de Saturn, mentre que l'absència de refracció observada significa que la regió celeste era del mateix material que l'aire, per la qual cosa no hi havia esferes planetàries.
Les recerques de Tycho Brahe sobre una sèrie de cometes de 1577 a 1585, amb la discussió de Rothmann del cometa de 1585 i les distàncies tabulades de Michael Maestlin del cometa de 1577, que passà pels cossos planetaris, fan concloure a Tycho que «els cels eren molt fluids i simples». Tycho oposà la seua visió a la de «molts filòsofs moderns» que dividien els cels en «diferents cossos de matèria dura i impermeable». Edward Grant trobà pocs creients en esferes celestes dures abans de Copèrnic i arribà a la conclusió que la idea es feu comuna en algun moment entre la publicació de Copèrnic de De revolutionibus el 1542 i la publicació de Tycho Brahe de la seua recerca el 1588.
En el primerenc Mysterium Cosmographicum de Johannes Kepler, considera les distàncies dels planetes i els buits conseqüents necessaris entre les esferes planetàries implicades pel sistema copernicà, observats pel seu antic mestre, Michael Maestlin. La cosmologia platònica de Kepler omplí les llacunes amb els cinc políedres platònics, que explicaven la distància astronòmica entre les esferes. En la seua física celeste posterior, les esferes les considerava regions espacials geomètriques que contenien cada òrbita planetària, més que no com les òrbites físiques giratòries de la física celeste anterior d'Aristòtil. L'excentricitat de l'òrbita de cada planeta definia així les longituds dels radis dels límits interior i exterior de la seua esfera celeste i, per tant, la grossària. En la mecànica celeste de Kepler, la causa del moviment planetari es convertí en el Sol giratori, rodant per la pròpia ànima motivadora. Una esfera estel·lar immòbil, però, era un romanent durador de les esferes celestes físiques en la cosmologia kepleriana.

## Expressions literàries i simbòliques

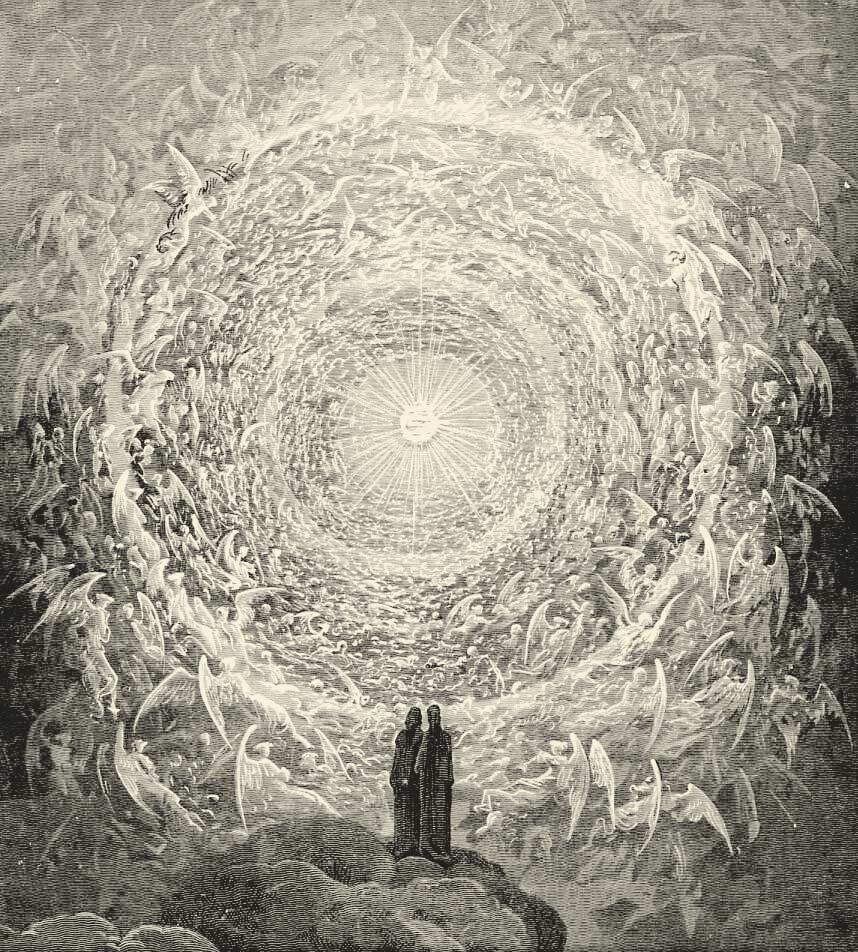
Dant i Beatriu contemplen el cel; il·lustració de Gustave Doré de la Divina comèdia, Paradís, cant 28, línies 16-39

En el Somni d'Escipió de Ciceró, Escipió l'Africà descriu un ascens per les esferes celestials, en comparança amb el qual la Terra i l'Imperi romà disminueixen en insignificança. Un Comentari al Somni d'Escipió de l'escriptor romà tardà Macrobi incloïa una discussió de les distintes escoles de pensament sobre l'ordre de les esferes, i feu molt per difondre la idea de les esferes celestes en l'edat mitjana.

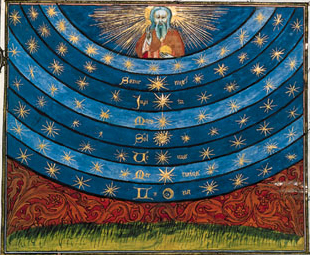
Nicolau Oresme, Le livre du Ciel et du Monde, París, BnF, Manuscrits, Fr. 565, f. 69, (1377)

Algunes figures medievals tardanes observaren que l'ordre físic de les esferes celestes era invers a l'ordre en el pla espiritual, en què Déu era al centre i la Terra a la perifèria. Prop del començament del segle xiv, Dant, en el Paradís de la Divina comèdia, descriu Déu com una llum al centre de l'univers. Ací el poeta puja més enllà de l'existència física al cel empiri, on es troba cara a cara amb Déu, que li dona enteniment de la naturalesa divina i humana. Més tard, l'il·luminador de Le livre du Ciel et du Monde, de Nicolau Oresme, una traducció i comentari de Sobre el cel d'Aristòtil fet per al rei Carles V de França, utilitza el mateix motiu. Dibuixa les esferes en l'ordre convencional, amb la Lluna més propera a la Terra i les estreles més altes, però les esferes eren còncaves cap amunt, centrades en Déu, en lloc de còncaves cap avall, centrades en la Terra. Dessota d'aquesta figura Oresme cita els psalms: «Els cels declaren la glòria de Déu i el firmament mostra la seua obra».
L'obra portuguesa de finals del segle xvi Els Lusíades retraten vívidament les esferes celestes com una «gran màquina de l'univers» construïda per Déu. L'explorador Vasco da Gama mostra les esferes celestes com un model mecànic. Contrari a la representació de Ciceró, la volta de les esferes de Da Gama comença amb l'empiri, després descendeix cap a la Terra, i culmina en un aixecament dels dominis dels regnes terrenals, magnificant així la importància dels fets humans en el pla diví.